# Xoáy thuận ngoài nhiệt đới

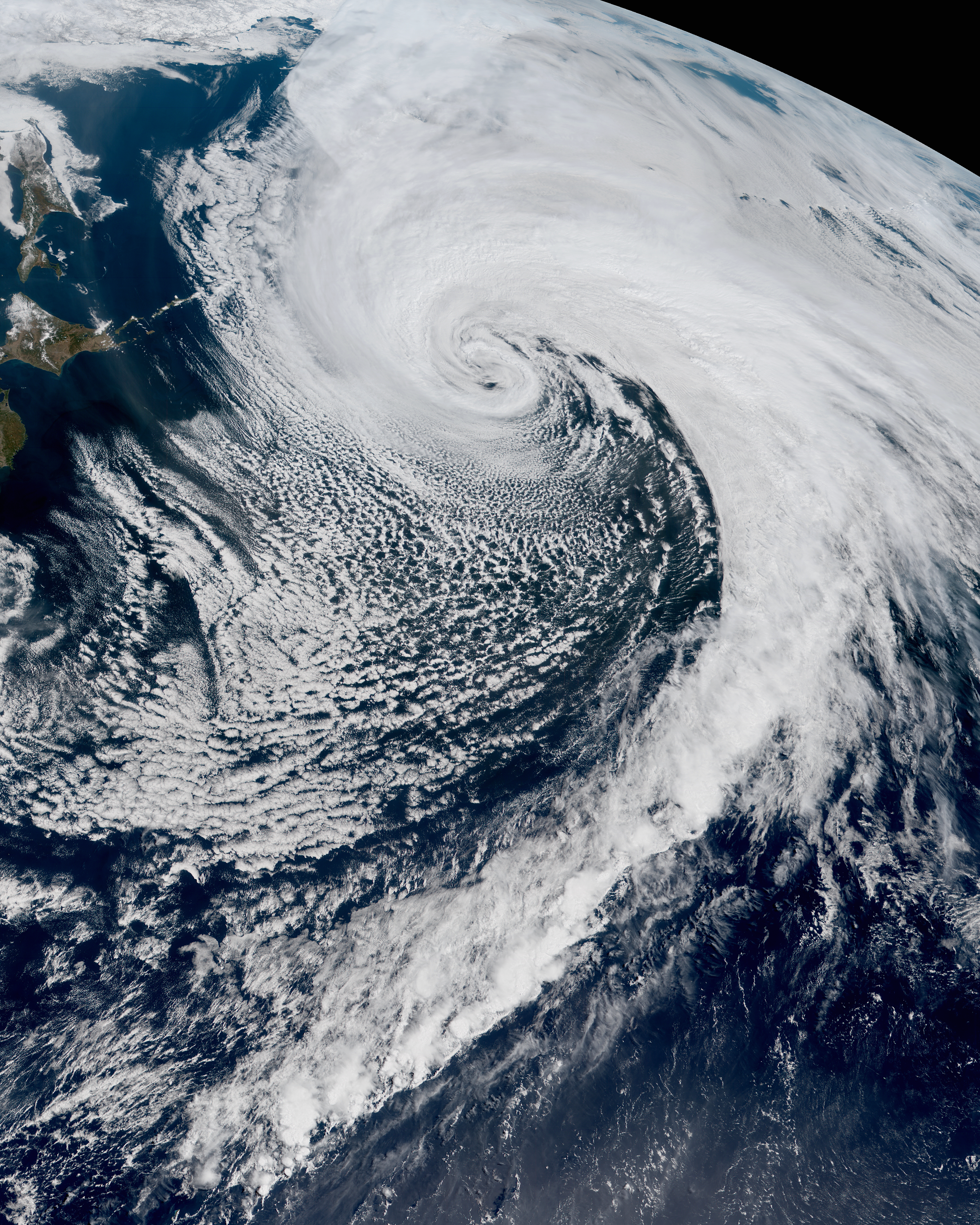
Bão Surigae khi trở thành ngoại nhiệt đới ở gần Nhật Bản ngày 27 tháng 4 năm 2021 đặc điểm của 1 xoáy thuận ngoài nhiệt đới là một frông lạnh dài kéo dài đến vùng nhiệt đới.

Xoáy thuận ngoài nhiệt đới (tiếng Anh: Extratropical cyclones, đôi khi được gọi là mid-latitude cyclones hay wave cyclones) là khu vực áp suất thấp, cùng với xoáy nghịch của khu vực áp suất cao, gây ra hầu hết thay đổi về thời tiết trên Trái Đất. Xoáy thuận ngoài nhiệt đới có khả năng sản xuất bất cứ thứ gì từ mây mù và mưa rào nhẹ đến gió lớn, dông bão, bão tuyết lớn và lốc xoáy. Những loại xoáy thuận này được định nghĩa là hệ thống thời tiết áp suất thấp khí tượng quy mô lớn áp suất thấp xảy ra ở các vĩ độ trung của Trái Đất. Trái ngược với các xoáy thuận nhiệt đới, các xoáy thuận ngoài nhiệt đới tạo ra sự thay đổi nhanh về nhiệt độ và điểm sương dọc theo các đường rộng, được gọi là frông thời tiết, về trung tâm của cơn xoáy thuận.

## Từ ngữ
Thuật ngữ "cyclone" được áp dụng cho nhiều loại vùng áp suất thấp, một trong số đó là xoáy thuận ngoài nhiệt đới. Thuật ngữ ngoài nhiệt đới cho thấy rằng loại xoáy thuận này thường xảy ra bên ngoài vùng nhiệt đới và ở vĩ độ trung của Trái Đất nằm giữa 30 ° đến 60 ° vĩ độ. Chúng cũng được gọi là xoáy thuận ở vĩ độ trung nếu chúng hình thành trong phạm vi vĩ độ đó, hoặc hậu xoáy thuận nhiệt đới nếu một cơn bão nhiệt đới xâm nhập vào vĩ độ giữa. Các nhà dự báo thời tiết và công chúng thường mô tả chúng một cách đơn giản là "trầm cảm" hoặc "thấp". Các thuật ngữ như xoáy thuận frông, trầm cảm frông, thấp frông, thấp ngoài nhiệt đới, thấp không nhiệt đới và thấp lai cũng thường được sử dụng.
Các cơn lốc xoáy cực nóng thường được phân loại chủ yếu là baroclinic, bởi vì chúng hình thành theo các vùng nhiệt độ và điểm sương chênh lệch gọi là front front front area. Chúng có thể trở thành barotropic muộn trong chu kỳ sống của chúng, khi sự phân bố nhiệt quanh cơn lốc trở nên khá đồng đều trong bán kính của nó.